# Анастасия Ярославна

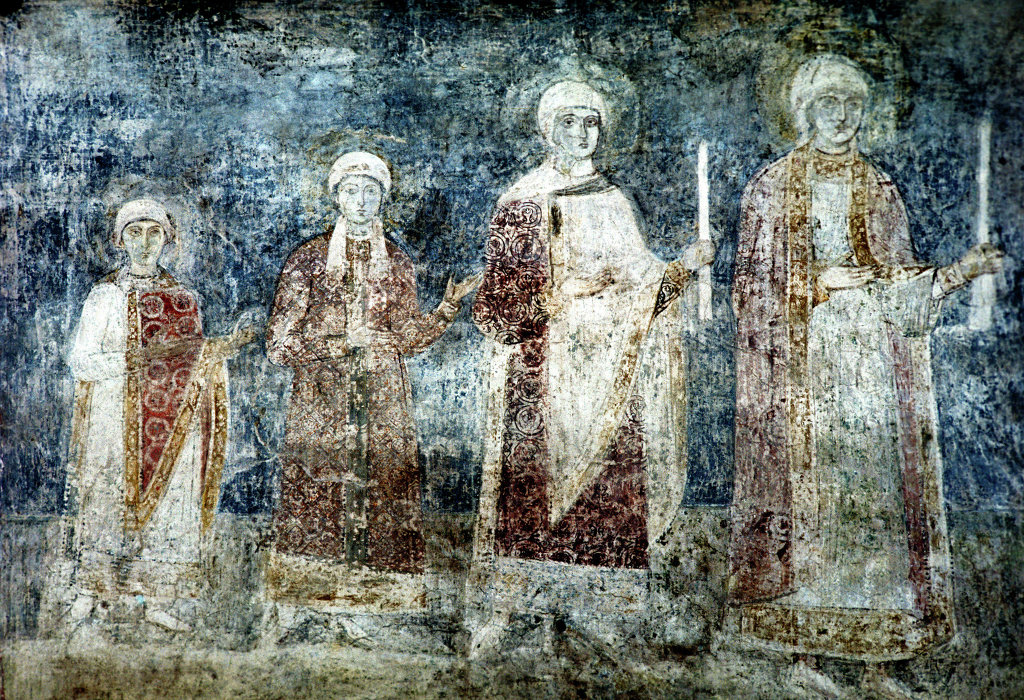
Изображение дочерей Ярослава Мудрого на фреске из Собора Святой Софии в Киеве. Анастасия в детстве — вторая слева

Анастаси́я (?) Яросла́вна (ок. 1023—1074/1094) — старшая (предположительно) дочь Ярослава Мудрого и Ингигерды Шведской, сестра Анны Ярославны, королевы Франции, и Елизаветы Ярославны, королевы Норвегии. Супруга короля Венгрии Андраша I, королева Венгрии в 1046—1060 годах.
Имя Анастасия не фигурирует ни в русских летописях, ни в венгерских хрониках, где она упоминается как «дочь князя Руси». Оно упомянуто лишь в таком позднем источнике, как «История Польши» Яна Длугоша (XV век), так что имя это можно считать условным.

## Биография
Около 1038 года она вышла замуж за венгерского герцога Андраша (Андрея), который, спасаясь от преследований со стороны короля Иштвана I, бежал в Киев.
В 1046 году Андраш вместе с Анастасией вернулся в Венгрию, и, захватив престол, стал королём. Королева основала в Венгрии несколько православных монастырей.
В 1053 году Анастасия родила сына, названного Шоломоном (Шаламон). Рождение Шоломона, а позже — его коронация, привели к конфликту между королевской четой и братом короля Белой, который был наследником до рождения ребёнка.
В последние годы Андраша разбил паралич, и Анастасия все больше занималась управлением страной.
В 1060 году Бела поднял восстание против Андраша и в том же году нанёс брату поражение, вскоре после чего тот скончался, и 6 декабря 1060 года Бела стал венгерским королём.
Анастасия с детьми вынуждена была бежать к германскому королю Генриху IV, сестра которого Юдит-Мария была помолвлена с Шоломоном. Генрих распорядился, чтобы они жили в Баварии и оплатил им расходы из королевской казны. Анастасия интриговала за то, чтобы германские войска помогли ей свергнуть Белу и вернуть сыну трон. Уже был начат сбор армии, и испугавшийся Бела был готов вернуть племяннику престол, если тот оставит ему его бывшие владения, но дело решил несчастный случай: в его королевском имении Дёмёш под ним в прямом смысле слова рухнул трон, и Бела получил серьёзные травмы и через некоторое время скончался. После смерти Белы в 1063 году германские отряды вторглись в Венгрию, вынудив его сыновей бежать в Польшу.
Новым королём был объявлен Шоломон. В благодарность за помощь, оказанную ей, Анастасия подарила баварскому герцогу Оттону Нортхаймскому «меч Аттилы» — венгерскую королевскую реликвию — который, по преданию, принадлежал предводителю гуннов.
При малолетнем сыне королевством управляла Анастасия, и их положение оставалось шатким, в стране было фактическое двоевластие. Опорой её и короля Шоломона был Генрих IV, а сыновей Белы I Гезу и Ласло поддерживала Польша, а также брат Анастасии киевский князь Изяслав Ярославич, женатый на польской принцессе Гертруде.
Анастасия в это время вторично вышла замуж за немецкого графа Пото. Известно о её разногласиях с сыном. Есть легенда о том, что Анастасия прокляла его за то, что он ставит свои интересы выше государственных и нарушил мирный договор с двоюродными братьями. В 1074 году дело дошло до того, что Шоломон поднял руку на мать. В том же году сыновья Белы I Геза и Ласло свергли Шоломона, который бежал в Германию. Туда же отправилась и Анастасия.

Анастасия умерла не позднее 1094 года, так как в этом году она упоминается уже как умершая. По преданию, она скончалась в монастыре Адмонт или Агмунд, что в Штирии. В ряде устаревших исследований название этого монастыря было принято за её имя, так что королева ошибочно называется в этих работах «Агмунда».

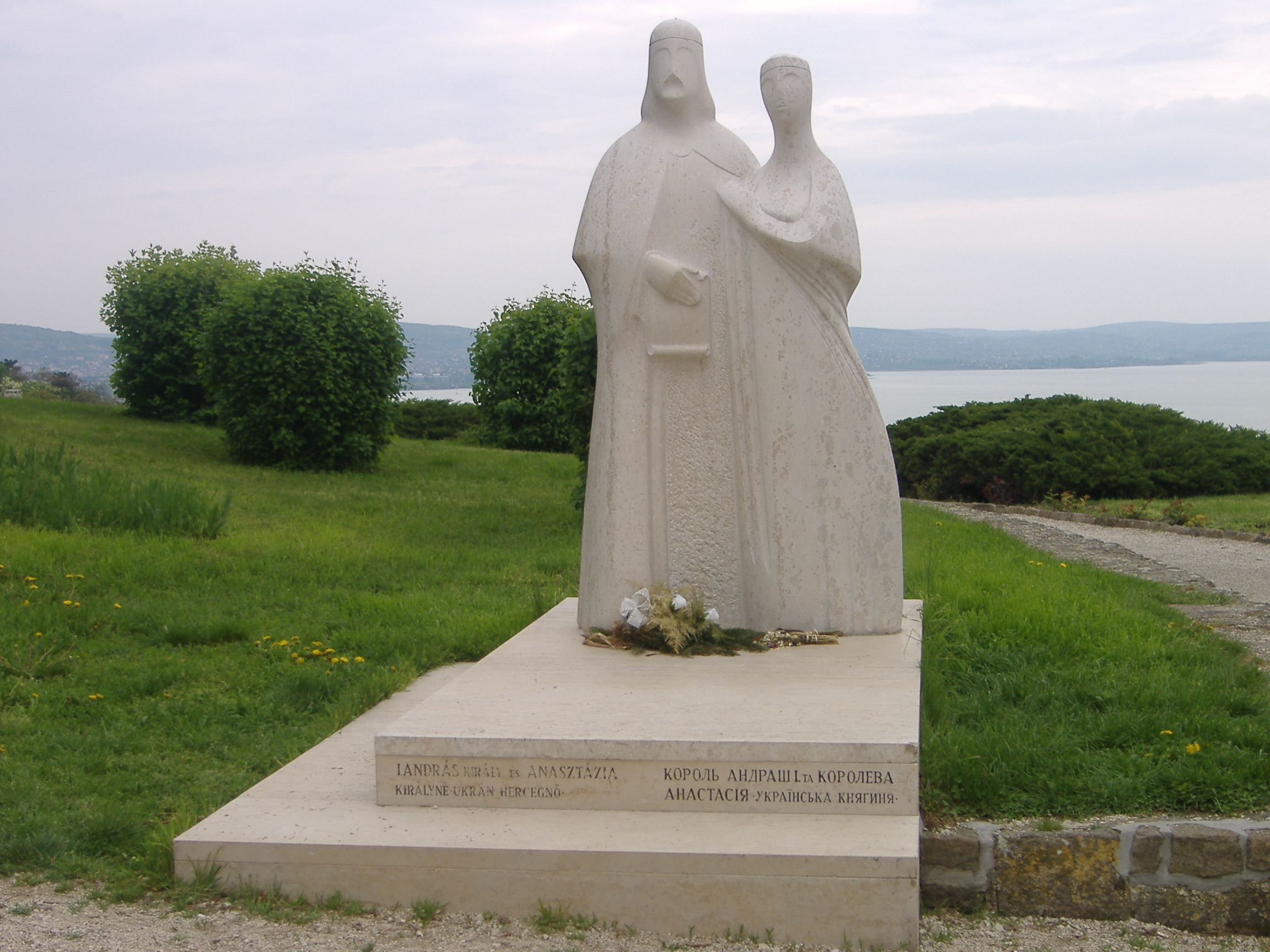
Памятник королю Андрашу и его жене

Кроме Шоломона, она родила сына Давида (1053/1055—1094) и, предположительно, дочь Аделаиду (Адельгейду; ок. 1040—1062), ставшую женой чешского князя Вратислава II.

## Память
На вершине горы рядом с озером Балатон, у Тиханьской аббатской церкви, в новейшее время сооружен памятник королю Андрашу и его жене. На нём надпись: «Король Андраш I и королева Анастасия — украинская княгиня».